# Apristurus parvipinnis
Apristurus parvipinnis, popularmente conhecida como cação-espátula, é um tubarão da família dos pentanquídeos (Pentanchidae). Foi descrito por Stewart Springer & Phillip C. Heemstra em 1979. Ocorre no Atlântico Ocidental Tropical, da Flórida até a Guiana Francesa, em profundidades de seiscentos a mil trezentos e oitenta metros.

## Nome
O nome vernáculo cação provavelmente foi construído com a aglutinação do verbo caçar e o sufixo -ão de agente. Foi registrado pela primeira vez no século XIII como caçon, e depois em 1376 como caçom e 1440 como caçõoes. O nome do gênero Apristurus é formado pela partícula latina a-, "sem", pristis, do grego prístes (πρίστες), "serrador" (para esse nome, com o sentido de "serra"), e oúra (ούρα), "cauda". Portanto, o nome alude à ausência de crista serrilhada de dentículos dérmicos alargados ao longo da borda superior da nadadeira caudal, como encontrado no parente Pristiurus. Já o nome específico parvipinnis é formado por parvus, "pequeno", e pinnis, "nadadeira", o que alude à primeira nadadeira dorsal duas a quatro vezes menor que a segunda nadadeira dorsal.

## Descrição
Apristurus parvipinnis é uma espécie de porte médio com pelo menos 52 centímetros de comprimento total e o tamanho do macho na maturidade é inferior a 48 centímetros. Possui corpo alongado e comprimido lateralmente, com segunda nadadeira dorsal significativamente maior que a primeira.

## Distribuição e habitat
Apristurus parvipinnis habita encostas continentais e insulares entre 600 e 1380 metros, na plataforma continental e talude, no Atlântico Ocidental: Golfo do México (Flórida, baía de Campeche), Panamá, Colômbia e Guiana Francesa. Também pode ser encontrado ao largo de Paia e da Bahia.

## Biologia e ecologia
Apristurus parvipinnis é ovíparo, depositando pares de ovos no sedimento marinho, com embriões se alimentando exclusivamente do vitelo até a eclosão. Alimenta-se de crustáceos bentônicos, pequenos peixes e cefalópodes.

## Conservação
A União Internacional para a Conservação da Natureza (UICN) classifica Apristurus parvipinnis como pouco preocupante (LC), pois a espécie tem ampla distribuição, embora irregular, é relativamente comum e ocorre fora da faixa de profundidade das atividades pesqueiras atuais, o que evita que seja acidentalmente capturada. Em 2018, foi classificada como pouco preocupante (LC) no Livro Vermelho da Fauna Brasileira Ameaçada de Extinção do Instituto Chico Mendes de Conservação da Biodiversidade (ICMBio).